# Riverhead (New York)
Riverhead è un comune degli Stati Uniti d'America, nella Contea di Suffolk, nello Stato di New York. Fa parte dell'area metropolitana di New York.

## Località
Il comune di Riverhead è formato dalle seguenti località:

### Hamlet
- Aquebogue
- Baiting Hollow
- Calverton (in parte nel territorio di Brookhaven)
- Jamesport
- Laurel (in parte nel territorio di Southold)
- Manorville (in parte nel territorio di Brookhaven)
- Northville
- Riverhead
- Wading River (in parte nel territorio di Brookhaven)